# 瓦伦丁·洛斯
瓦伦丁·洛斯（捷克語：Valentin Loos，1895年4月13日—1942年9月8日），捷克男子冰球运动员。他曾代表捷克斯洛伐克国家队参加1920年夏季奥林匹克运动会冰球比赛，获得一枚铜牌。他也曾参加1924年冬季奥林匹克运动会。